# 渋沢道子
澁澤 道子（しぶさわ みちこ、1933年2月 - ）は、日本の詩人、翻訳家、俳人。澤道子、矢野道子、矢野織女の筆名もある。
神奈川県立湘南高等学校を経て、1956年、東京大学仏文科卒。1964年に工藤直子、新藤涼子、村松英子、山口洋子、山本道子、吉原幸子、吉行理恵ら同世代の女性詩人と共に「ぐるーぷ・ゔぇが」を起ち上げ、1968年の休刊まで詩誌を刊行。
夫、矢野眞（画家）との共作も多数。
澁澤龍彦は兄。澁澤幸子は姉。

## 翻訳
- P.グリュネベル, R.ブラン『ショート・スキー入門』（平沢尚忠との共訳）ベースボール・マガジン社 1972年
- ロジェ・ドゥベィ『アルペンの英雄たち』（平沢尚忠との共訳）ベースボール・マガジン社 1973年
- マリー・トゥナイユ作、ロジェ・チュルク絵『かえってきたこぎつねヤップ』ぬぷん児童図書出版 1983年 たのしい心の児童文学館
- ジャネット・カラザズ『森はぼくの王国』ぬぷん児童図書出版 1985年 心の児童文学館シリーズ
- アンヌ・マルタン＝フュジエ『優雅な生活―“トゥ=パリ”、パリ社交集団の成立 1815‐48』（前田祝一、八木淳、前田清子、八木明美との共訳）新評論 2001年